# Акиньшино (деревня, Москва)
Аки́ньшино — деревня в Новомосковском административном округе Москвы. Входит в состав Филимонковского района. Население — 155 чел. (2010).
До 1 июля 2012 года была в составе Наро-Фоминского района Московской области. Название деревни, предположительно, произошло от имени Акиньша — производной формой имени Иакинф.

## Население
| 1852 | 1859 | 1890 | 1899 | 1926 | 2002 | 2006 |
| ---- | ---- | ---- | ---- | ---- | ---- | ---- |
| 126  | ↗135 | ↗144 | ↗151 | ↗180 | ↘135 | ↘118 |
| 2010 |      |      |      |      |      |      |
| ↗155 |      |      |      |      |      |      |

Согласно Всероссийской переписи, в 2002 году в деревне проживало 135 человек (56 мужчин и 79 женщин); преобладающая национальность — русские (75 %). По данным на 2005 год, в деревне проживало 118 человек.

## География
Деревня Акиньшино находится примерно в 9 км к юго-западу от центра города Московский. Ближайший населённый пункт — деревня Большое Покровское. Севернее деревни Акиньшино протекает река Незнайка. В деревне 12 улиц, приписаны 3 садоводческих товарищества и пансионат.

## История
В середине XIX века деревня относилась к 1-му стану Звенигородского уезда Московской губернии, в деревне было 16 дворов, крестьян 59 душ мужского пола и 67 душ женского.
В «Списке населённых мест» 1862 года — казённая деревня 1-го стана Звенигородского уезда по левую сторону Ново-Калужского тракта из Москвы на село Нара Верейского уезда, в 30 верстах от уездного города и 16 верстах от становой квартиры, при пруде, с 20 дворами и 135 жителями (50 мужчин, 85 женщин).
По данным на 1899 год — деревня Перхушковской волости Звенигородского уезда с 151 жителем.
В 1913 году — 36 дворов.
По материалам Всесоюзной переписи населения 1926 года — деревня Покровского сельсовета Перхушковской волости Звенигородского уезда в 11,7 км от Можайского шоссе и 10,7 км от станции Внуково Киево-Воронежской железной дороги, проживало 180 жителей (89 мужчин, 91 женщина), насчитывалось 32 хозяйства, из которых 30 крестьянских.
1929—1930 гг. — населённый пункт в составе Звенигородского района Московского округа Московской области.
1930—1963, 1965—2012 гг. — в составе Наро-Фоминского района Московской области.
1963—1965 гг. — в составе Звенигородского укрупнённого сельского района Московской области.